# Carrozzeria Maggiora
Carrozzeria Maggiora — итальянская компания по производству кузовов из Монкальери. Фирма производила кузова для Fiat Barchetta и Lancia Kappa. В 2003 году компания была закрыта.

## История
Компания была основана в 1925 году Артуро Маджора под названием Martelleria Maggiora. Компания с самого начала специализировалась на высококачественном производстве кузовов. Работы компании украсили многие автомобили Fiat и Lancia, такие как ранние Fiat 1100 Viotti Giardiniettas и Lancia Flaminia Tourer. Компания росла и расширялась, было произведено несколько кузовов для марок Abarth и Cisitalia.
В 1991 году Maggiora объединилась с Sanmarco и Lamier, образовав компанию IRMA SpA, которая впоследствии стала основным поставщиком для модельного ряда Ducato. В 1992 году Maggiora SRL заняла старый завод Lancia в Чивассо к северу от Турина.
Кроме того, Maggiora производила множество дизайнерских разработок, прототипов и специальных заказов, среди которых были Unos и Cinquecentos с мягким верхом, специальные Integrales, купе Barchetta, Puntograle, прототип Lancia Thesis Coupe.

### Автомобили, для которых работала Maggiora
- Lancia Aurelia B20
- Lancia Flaminia Touring
- Alfa Romeo 2000 Touring
- Fiat 2300 S Coupé
- Glas V8[англ.][1]
- Maserati Mistral[2]
- De Tomaso Mangusta[3]
- Alfa Romeo Junior Zagato[итал.][4]
- De Tomaso Pantera
- Fiat Gobi (прототип, 1984)[5]
- Fiat Halley (прототип, 1985)[6]
- Fiat Cinquecento Cita[7]
- Fiat Cinquecento Birba (1992)[8]
- Fiat Scia (прототип, 1993)[9]
- Fiat Barchetta[англ.][10]
- Fiat Barchetta Coupé[11]
- Fiat Barchetta Trofeo[12]
- Fiat Armadillo (прототип, 1996)
- Lancia Kappa Coupé
- Willys AW 380 Berlinetta